# Ben Nabouhane
El Fardou Ben Nabouhane (* 10. Juni 1989 auf Mayotte) ist ein französisch-komorischer Fußballspieler.

## Karriere

### Verein
2007 wurde Nabouhane aus der eigenen Jugend in die erste Mannschaft von Le Havre AC geholt, konnte sich aber nicht beweisen. Nach acht Einsätzen in drei Jahren wechselte er schließlich zu OC Vannes und konnte hier überzeugen. 2013 wechselte er schließlich zum griechischen Erstligisten Veria FC und überzeugte auch dort mit seiner Treffsicherheit. 2015 wechselte er zu Olympiakos Piräus, wurde aber seit Januar 2016 regelmäßig verliehen. Seit Januar 2018 stand er fest bei Roter Stern Belgrad unter Vertrag. Mit dem Verein gewann er fünfmal in Folge die serbische Meisterschaft und zweimal den Pokalwettbewerb.
Im Januar 2023 wechselte Nabouhane zu APOEL Nikosia in die zyprische First Division.

### Nationalmannschaft
Aufgrund seiner Herkunft war Nabouhane berechtigt, für die komorische Nationalmannschaft aufzulaufen, und entschied sich auch für diese, seitdem wird er regelmäßig eingesetzt.

## Erfolge
- Serbischer Meister: 2018, 2019, 2020, 2021, 2022
- Serbischer Fußballpokal 2021, 2022